# Tilo von Stobenhain
Tilo Dietrich von Stobenhain († 2. Januar 1386) war Bischof von Samland.
Der Priester des Deutschen Ordens war möglicherweise von 1359 bis 1363 Pfarrer von Fischhausen und zugleich als Kaplan und Notar des samländischen Bischofs Bartholomäus von Radam tätig.
Obwohl er dem Domkapitel von Samland nicht angehört, wählte ihn dieses im Jahre 1379 zum Bischof. Schon am 2. Februar 1379 durch den Bischof von Pomesanien, Johannes Mönch OT, zum Bischof geweiht, kam er bis zu seinem Lebensende nicht den Servitienzahlungen an die Kurie nach.
Als Bischof förderte er die Kolonisation seines Landes und weihte zu Pfingsten 1385 in Königsberg den neuen Bischof von Ösel-Wiek, Winrich von Kniprode.
Wirtschaftlich stand er als Bischof anscheinend nicht sehr gut, da er seinem Domkapitel Ende September 1385 eine Anzahl silberner Gefäße zurückgab, welche ihm dieses auf Lebzeiten überlassen hatte.
Das Grab des Bischofs befindet sich vermutlich im Dom zu Königsberg.